# SAP R/3
El R/3 es un software ERP (Enterprise Resource Planning) de origen alemán, creado por SAP.
SAP R/3 (hoy llamado All in One) es el nombre de un software ERP creado por la compañía alemana SAP SE «Sistemas, Aplicaciones y Productos en Procesamiento de Datos» (Systeme, Anwendungen und Produkte in der Datenverarbeitung), fundada en 1972 por exempleados de IBM.
El término ERP corresponde a un tipo de sistema de cómputo integrado de gestión que permite controlar todos los procesos que se llevan a cabo en una empresa, a través de módulos.
SAP All in One se encuentra dividido en varios módulos, y estos a su vez en submódulos que, juntos, permiten el control y registro completo de las operaciones de cualquier empresa.

## Módulos
Finanzas
- FI: (Finanzas) Contabilidad Financiera.

Submódulos:
- - GL (General ledger) Contabilidad general
  - AP (Accounts Payable) Cuentas por pagar
  - AR (Accounts Receivable) Cuentas por cobrar
  - BL (Bank Accounting) Contabilidad Bancaria
  - FM (Funds Management) Gestión Presupuestaria
  - AA (Assets Accounting) Contabilidad de Activos
  - LA (Lease Accounting) Contabilidad de arrendamiento
  - TM (Travel Management) Gestión de viajes
  - SL (Special Ledger) Contabilidad especial

Costos y Control
- CO: (Controlling) Control y Costos.

Submódulos:
- - CCA (Cost Center Accounting) Contabilidad por Centros de Coste
  - CEL (Cost Element Accounting) Contabilidad de elementos de Coste
  - PC (Product Cost Controlling) Control de Costes del Producto
  - PA (Profitability Analysis) Análisis de Rentabilidad
  - OPA (Internal Orders) Órdenes Internas
  - ABC (Activity-Based Costing) Costes Basados en Actividades

Logística
- LO: (Logistics) Logística general.

Submódulos:
- - BM (Batch Management) Gestión de lotes
  - HU (Handling Unit Management) Gestión de Unidades de manipulación
  - VC (Variant Configuration) Configuración de variantes
  - ECM (Engineering Change Management) Ingeniería de Gestión del Cambio
  - CM (Configuration Management) Gestión de configuraciones
  - LIS (Logistics Information System) Sistema de información logística
  - MD (Master Data) Datos maestros
  - PR (Promotions) Promociones

Ventas y Distribución
- SD: (Sales and Distribution) Ventas y Distribución.

Submódulos:
- - BF (Basic Functions) Funciones Básicas
  - MD (Master Data) Datos maestros
  - SLS (Sales) Gestión de Ventas
  - LE-SHP (Shipping) Gestión de Expediciones
  - TRA (Transportation) Transportes
  - FTT (Foreing Trade) Comercio exterior
  - BIL (Billing) Facturación
  - CAS (Computer-Aided Selling) Soporte de ventas
  - FT (Foreing Trade) Comercio Exterior
  - EDI (Electronic Data Interchange) Intercambio Electrónico de Datos
  - IS (Information system) Sistema de información de ventas

Gestión de materiales
- MM: (Materials Management) Gestión de Materiales.

Submódulos:
- - CBP (Consumption Based Planning) Planificación de necesidades sobre consumo
  - PUR (Purchasing) Gestión de Compras
  - IM (Inventory Management) Gestión de Inventarios
  - IV (Invoice Verification) Verificación de Facturas
  - SRV (External Services Management) Gestión de servicios Externos
  - EDI (Electronic Data Interchange) Intercambio Electrónico de Datos
  - MRP (Material Requierement Planning) Planificación de necesidades de material
  - IS (Information system) Sistemas de información

Ejecución de logística
- LE: (Logistics Execution) Ejecución de logística.

Submódulos:
- - SHP (Shipping) Gestión de Expediciones
  - TRA (Logistic Execution Transport) Logística y ejecución de Transportes
  - WMS (Warehouse Managment System) Gestión de Almacenes
  - TRM (Task and Resource Management) Gestión de recursos y Trabajo
  - IDW (Decentralized Warehouse Management) Gestión descentralizada de Almacenes

Producción
- PP: (Production Planning) Planificación de la producción.

Submódulos:
- - PM (Plant Maintenance) Control de Planta
  - PI (Process Integration) Industria de procesos
  - E&HS (Environment and Health Security) Gestión del medio ambiente
  - BD (Basic Data) Datos Básicos
  - SOP (Sales and Operations Planning) Gestión de la Demanda
  - MP (Master Plan) Plan Maestro
  - CRP (Capacity Planning) Plan de Capacidades
  - MRP (Material Requirements Planning) Plan de Materiales
  - SFC (Production Orders) Órdenes de Fabricación
  - IS (Information System) Sistema de Información

Gestion de Calidad
- QM: (Quality Management) Gestión de calidad.
  - QM (Quality Management) Gestión de calidad

Submódulos:
- - QM PT: Herramientas de planificación
  - QM IM: Proceso de Inspección
  - QM QC: Control de Calidad
  - QM CA: Certificados de Calidad
  - QM QN: Notificaciones de Calidad

Recursos Humanos
- HR (Human Resources) Recursos Humanos.

Submódulos:
- - PA (Personal Administration) Administración de personal
  - EMP (Employee Master Data) Datos maestros de personal
  - PD (Personal Development) Desarrollo de Personal
  - PAY (Payroll calculation) Nómina
  - ECM (Compensation Management) Gestión de la Compensación
  - PCP (Personnel Cost Planning) Planificación de Costo del Personal
  - EDD (Employment Dev. Dep.) Evaluación del Desempeño
  - TEM (Training & Event Management) Gestión de capacitación y eventos
  - E-R (E-Recruiting) Reclutamiento
  - ESS (Employee Self-Service) Autoservicio, información a empleados
  - MSS (Manager Self-Service) Autoservicio, información a gerencia
  - TRV (Travel Management) Gastos de viaje
  - OM (Organizational Management) Gestión de la organización
  - BN (Benefits) Beneficios
  - EHS (Env. Health & Saftey) Higiene y seguridad ambiental
  - TIM (Time Management) Gestión de tiempos
  - IS (Information System) Sistema de información

Tecnología en Base de datos y configuración
- BC Basis Components

Submódulos:
- - STMS Sistema de Corrección y Transporte

Tecnología en Desarrollo
- ABAP Advanced Business Application Programming

Transacciones frecuentes:
- SE38 Editor para escribir informes, module pools, includes y subroutine pools
- SE11 Diccionario de base de datos para el procesamiento de las definiciones de tabla y recuperar tipos globales.
- SE41 Menú Painter para el diseño de la interfaz de usuario (barras de menú, de aplicaciones, asignación de teclas)
- SE51 Screen Painter para diseñar pantallas y flujos lógicos
- SE37 Constructor de funciones para los módulos de funciones
- SE24 Constructor de clases para las clases de objetos de ABAP e interfaces

## Soluciones específicas por industria
- IS: solución vertical para industrias (químicas, aeroespaciales, mecánicas, etc).
- IS-RETAIL: solución de industria para venta a detalle.
- IS-OIL & GAS: solución de industria petroquímica y de extracción de hidrocarburos.
- IS-U: Industry Solutions for Utilities. Solución para empresas de servicios públicos.
- IS-H: solución sectorial para hospitales.
- IS-P: solución sectorial para el sector público.

Además de estas soluciones estándares, el ambiente de desarrollo de SAP y su sistema de información, proveen a los clientes con poderosas herramientas para desarrollo y adaptación del sistema a los requerimientos individuales (personalización). El ambiente de desarrollo del sistema R/3 ofrece a los usuarios su propio lenguaje de programación de cuarta generación (ABAP/4), creado especialmente para las necesidades comerciales.
El amplio rango de servicios que ofrece el sistema, sin embargo, es solamente una de las causas del éxito del sistema All in One. SAP soporta el concepto de sistema abierto, construcción de interfaces (GUIs), servicios, sobre los actuales estándares.
El sistema SAP All in One es un sistema integrado. Esto significa que una vez que la información es almacenada, está disponible a través de todo el sistema, facilitando el proceso de transacciones y el manejo de información.

## Arquitectura del sistema SAP R/3
El sistema R/3 opera utilizando el principio cliente/servidor aplicado a varios niveles. Es altamente modular y se aplica fundamentalmente por medio del software, de forma que los modos de interacción entre los diversos clientes y servidores puedan ser controlados.
SAP basa la arquitectura de R/3 en una estructura cliente/servidor de tres niveles:
- Nivel de presentación (GUI)
- Nivel de aplicación
- Nivel de base de datos

## Principios de sistema abierto incluidos en el sistema R/3 BC. Normas internacionales para interfaz abierta
- TCP/IP. Protocolo de comunicaciones en red.
- RPC. Incluido en ABAP/4 como RFC (Remote Function Call) Constituye la interfaz de programación abierta de R/3, permitiendo que otros sistemas se conecten con las funciones de R/3.
- CPI-C. Common Programming Interface-Communication. Utilizado para las comunicaciones programa-a-programa a través de sistemas múltiples.
- SQL. Structured Query Language.
- ODBC. Open Data Base Connectivity. Son las normas utilizadas para el acceso abierto de los datos a los datos comerciales de R/3 en las bases de datos relaciónales.
- OLE/DDE. Object Linking and Embedding. Es el estándar principal para integrar las aplicaciones de las PC´s con el sistema R/3.
- X.400/X.500, MAPI. Messaging Application Programming Interface y EDI (Electronic Data Interchange) Son las normas para las comunicaciones externas.

También están establecidas interfaces abiertas para proporcionar acceso a las aplicaciones especializadas como: CAD (Computer-Aided Design), archivos ópticos, subsistemas técnicos relacionados con la producción.

## Sistemas operativos compatibles con el sistema R/3
- HP-UX
- AIX
- Citrix
- GNU/Linux —sólo la versión comercial de Red Hat
- Open VMS
- MPE/iX
- Windows Server
  - Windows 95
  - Windows 98
  - Windows NT
- IBM OS/400
- IBM S/390
- MACINTOSH
- OS/2

## Bases de datos compatibles con el sistema R/3
- SAP HANA
- MAX DB
- Sybase ASE
- Informix
- Oracle
- Adabas
- IBM DB/2
- Microsoft SQL Server

## Compatibilidad entre la presentaciones del tipo front-end
- SAP Gui (interfaz gráfica de usuario) es capaz de mostrar los resultados en forma de lista o gráfico en la mayoría de los sistemas de presentación front-end, incluidos los siguientes:
- Windows
- OSF/Motif
- OS/2
- Macintosh
- Java multiplataforma

### Librerías de programación
- Módulos SAP en Perl en CPAN (en inglés).

- Datos: Q1992324